# UEFA-Pokal 1972/73
Der UEFA-Pokal 1972/73 war die 2. Auflage des Wettbewerbs und wurde vom FC Liverpool im Finale gegen Borussia Mönchengladbach gewonnen. Der Wettbewerb, an dem wiederum 64 Vereinsmannschaften teilnahmen, wurde in sechs Runden in Hin- und Rückspielen ausgetragen. Bei Torgleichstand entschied zunächst die Anzahl der auswärts erzielten Tore, anschließend gab es eine Verlängerung und ggf. ein Elfmeterschießen.

## 1. Runde
|                        | Gesamt |                          | Hinspiel | Rückspiel |
| ---------------------- | ------ | ------------------------ | -------- | --------- |
| FC Liverpool           | 2:0    | Eintracht Frankfurt      | 2:0      | 0:0       |
| Hvidovre IF            | (1)    | HJK Helsinki             |          |           |
| Olympique Nîmes        | 2:4    | Grasshopper Club Zürich  | 1:2      | 1:2       |
| Ruch Chorzów           | 3:1    | Fenerbahçe Istanbul      | 3:0      | 0:1       |
| Slovan Bratislava      | 8:1    | Vojvodina Novi Sad       | 6:0      | 2:1       |
| FC Sochaux-Montbéliard | 2:5    | BK Frem Kopenhagen       | 1:2      | 1:3       |
| Stoke City             | 3:5    | 1. FC Kaiserslautern     | 3:1      | 0:4       |
| AC Turin               | 2:4    | UD Las Palmas            | 2:0      | 0:4       |
| UTA Arad               | 1:4    | IFK Norrköping           | 1:2      | 0:2       |
| Viking Stavanger       | 1:0    | ÍBV Vestmannaeyja        | 0:0      | 1:0       |
| Åtvidabergs FF         | 5:6    | FC Brügge                | 3:5      | 2:1       |
| FC Aberdeen            | 5:9    | Borussia Mönchengladbach | 2:3      | 3:6       |
| AEK Athen              | 4:2    | Salgótarjáni BTC         | 3:1      | 1:1       |
| SCO Angers             | 2:3    | BFC Dynamo               | 1:1      | 1:2       |
| Beroe Stara Sagora     | 10:10  | FK Austria Wien          | 7:0      | 3:1       |
| Roter Stern Belgrad    | 7:4    | FC Lausanne-Sport        | 5:1      | 2:3       |
| Dinamo Tiflis          | 3:4    | FC Twente Enschede       | 3:2      | 0:2       |
| Dynamo Dresden         | 4:2    | SK VÖEST Linz            | 2:0      | 2:2       |
| Dukla Prag             | 3:5    | OFK Belgrad              | 2:2      | 1:3       |
| Feijenoord Rotterdam   | 21:00  | US Rumelange             | 9:0      | 12:00     |
| Honvéd Budapest        | 4:0    | Partick Thistle          | 1:0      | 3:0       |
| Inter Mailand          | 7:1    | FC Valletta              | 6:1      | 1:0       |
| 1. FC Köln             | 5:1    | Bohemians Dublin         | 2:1      | 3:0       |
| Lyn Oslo               | 03:12  | Tottenham Hotspur        | 3:6      | 0:6       |
| Manchester City        | 3:4    | FC Valencia              | 2:2      | 1:2       |
| Vitória Setúbal        | 6:2    | Zagłębie Sosnowiec       | 6:1      | 0:1       |
| Universitatea Cluj     | 5:6    | DFS Lewski-Spartak Sofia | 4:1      | 1:5 n. V. |
| Eskişehirspor          | 1:5    | AC Florenz               | 1:2      | 0:3       |
| Olympiakos Piräus      | 3:1    | Cagliari Calcio          | 2:1      | 1:0       |
| EPA Larnaka            | 0:2    | Ararat Eriwan            | 0:1      | 0:1       |
| Royal Racing White     | 0:3    | Grupo Desportivo Fabril  | 0:1      | 0:2       |
| FC Porto               | 4:1    | CF Barcelona             | 3:1      | 1:0       |

## 2. Runde
|                          | Gesamt    |                          | Hinspiel | Rückspiel |
| ------------------------ | --------- | ------------------------ | -------- | --------- |
| FC Liverpool             | 6:1       | AEK Athen                | 3:0      | 3:1       |
| Viking Stavanger         | 2:9       | 1. FC Köln               | 1:0      | 1:9       |
| Vitória Setúbal          | (a)2:2(a) | AC Florenz               | 1:0      | 1:2       |
| Beroe Stara Sagora       | 3:1       | Honvéd Budapest          | 3:0      | 0:1       |
| BFC Dynamo               | 3:2       | DFS Lewski-Spartak Sofia | 3:0      | 0:2       |
| Borussia Mönchengladbach | 6:1       | Hvidovre IF              | 3:0      | 3:1       |
| Roter Stern Belgrad      | 4:1       | FC Valencia              | 3:1      | 1:0       |
| GD da Quimigal Barreiro  | 2:3       | 1. FC Kaiserslautern     | 1:3      | 1:0       |
| Feijenoord Rotterdam     | (a)5:5(a) | OFK Belgrad              | 4:3      | 1:2       |
| BK Frem Kopenhagen       | 0:9       | FC Twente Enschede       | 0:5      | 0:4       |
| Grasshopper Club Zürich  | 3:7       | FC Ararat Jerewan        | 1:3      | 2:4       |
| Inter Mailand            | 4:2       | IFK Norrköping           | 2:2      | 2:0       |
| UD Las Palmas            | 3:2       | Slovan Bratislava        | 2:2      | 1:0       |
| FC Porto                 | 5:3       | FC Brügge                | 3:0      | 2:3       |
| Ruch Chorzów             | 0:4       | Dynamo Dresden           | 0:1      | 0:3       |
| Tottenham Hotspur        | 4:1       | Olympiakos Piräus        | 4:0      | 0:1       |

## 3. Runde
|                    | Gesamt          |                          | Hinspiel | Rückspiel |
| ------------------ | --------------- | ------------------------ | -------- | --------- |
| 1. FC Köln         | 0:5             | Borussia Mönchengladbach | 0:0      | 0:5       |
| FC Ararat Jerewan  | 2:2 (4:5 i. E.) | 1. FC Kaiserslautern     | 2:0      | 0:2 n. V. |
| BFC Dynamo         | 1:3             | FC Liverpool             | 0:0      | 1:3       |
| OFK Belgrad        | 3:1             | Beroe Stara Sagora       | 0:0      | 3:1       |
| FC Porto           | 1:3             | Dynamo Dresden           | 1:2      | 0:1       |
| Tottenham Hotspur  | 2:1             | Roter Stern Belgrad      | 2:0      | 0:1       |
| FC Twente Enschede | 4:2             | UD Las Palmas            | 3:0      | 1:2       |
| Vitória Setúbal    | 2:1             | Inter Mailand            | 2:0      | 0:1       |

## Viertelfinale
|                      | Gesamt    |                          | Hinspiel | Rückspiel |
| -------------------- | --------- | ------------------------ | -------- | --------- |
| 1. FC Kaiserslautern | 2:9       | Borussia Mönchengladbach | 1:2      | 1:7       |
| FC Liverpool         | 3:0       | Dynamo Dresden           | 2:0      | 1:0       |
| OFK Belgrad          | 3:4       | FC Twente Enschede       | 3:2      | 0:2       |
| Tottenham Hotspur    | (a)2:2(a) | Vitória Setúbal          | 1:0      | 1:2       |

## Halbfinale
|                          | Gesamt    |                    | Hinspiel | Rückspiel |
| ------------------------ | --------- | ------------------ | -------- | --------- |
| FC Liverpool             | (a)2:2(a) | Tottenham Hotspur  | 1:0      | 1:2       |
| Borussia Mönchengladbach | 5:1       | FC Twente Enschede | 3:0      | 2:1       |

## Finale

### Hinspiel
| FC Liverpool                                 | FC Liverpool | Borussia Mönchengladbach | Borussia Mönchengladbach | Aufstellung                                             |
| -------------------------------------------- | --- | --- | ------------------------ | ------------------------------------------------------- |
| FC Liverpool                                 | \| 10. Mai 1973 in Liverpool (Anfield) \| \| Ergebnis: 3:0 (2:0) \| \| Zuschauer: 41.169 \| \| Schiedsrichter: Erich Linemayr ( Österreich) \|                                                                          | \| 10. Mai 1973 in Liverpool (Anfield) \| \| Ergebnis: 3:0 (2:0) \| \| Zuschauer: 41.169 \| \| Schiedsrichter: Erich Linemayr ( Österreich) \|                                                                                 | Borussia Mönchengladbach | Aufstellung FC Liverpool gegen Borussia Mönchengladbach |
| FC Liverpool                                 | Ray Clemence – Chris Lawler, Tommy Smith , Larry Lloyd, Alec Lindsay – Emlyn Hughes, Kevin Keegan – Peter Cormack, John Toshack, Steve Heighway (83. Brian Hall), Ian Callaghan Cheftrainer: Bill Shankly ( Schottland) | Wolfgang Kleff – Berti Vogts , Günter Netzer, Rainer Bonhof, Heinz Michallik – Dietmar Danner, Herbert Wimmer, Christian Kulik – Henning Jensen, Bernd Rupp (82. Allan Simonsen), Jupp Heynckes Cheftrainer: Hennes Weisweiler | Borussia Mönchengladbach | Aufstellung FC Liverpool gegen Borussia Mönchengladbach |
| FC Liverpool                                 | 1:0 Kevin Keegan (21.) 2:0 Kevin Keegan (32.) 3:0 Larry Lloyd (61.) | | Borussia Mönchengladbach | Aufstellung FC Liverpool gegen Borussia Mönchengladbach |
| 10. Mai 1973 in Liverpool (Anfield)          | | |                          |                                                         |
| Ergebnis: 3:0 (2:0)                          | | |                          |                                                         |
| Zuschauer: 41.169                            | | |                          |                                                         |
| Schiedsrichter: Erich Linemayr ( Österreich) | | |                          |                                                         |

### Rückspiel
| Borussia Mönchengladbach                           | Borussia Mönchengladbach | FC Liverpool | FC Liverpool | Aufstellung                                             |
| -------------------------------------------------- | --- | --- | ------------ | ------------------------------------------------------- |
| Borussia Mönchengladbach                           | \| 23. Mai 1973 in Mönchengladbach (Bökelbergstadion) \| \| Ergebnis: 2:0 (2:0) \| \| Zuschauer: 35.000 \| \| Schiedsrichter: Pawel Kasakow ( Sowjetunion) \|                                          | \| 23. Mai 1973 in Mönchengladbach (Bökelbergstadion) \| \| Ergebnis: 2:0 (2:0) \| \| Zuschauer: 35.000 \| \| Schiedsrichter: Pawel Kasakow ( Sowjetunion) \|                                                             | FC Liverpool | Aufstellung Borussia Mönchengladbach gegen FC Liverpool |
| Borussia Mönchengladbach                           | Wolfgang Kleff – Rainer Bonhof, Berti Vogts , Ulrich Surau, Dietmar Danner – Herbert Wimmer, Günter Netzer, Christian Kulik – Henning Jensen, Bernd Rupp, Jupp Heynckes Cheftrainer: Hennes Weisweiler | Ray Clemence – Chris Lawler, Tommy Smith , Larry Lloyd, Alec Lindsay – Emlyn Hughes, Kevin Keegan – Peter Cormack, John Toshack, Steve Heighway (77. Phil Boersma), Ian Callaghan Cheftrainer: Bill Shankly ( Schottland) | FC Liverpool | Aufstellung Borussia Mönchengladbach gegen FC Liverpool |
| Borussia Mönchengladbach                           | 1:0 Jupp Heynckes (31.) 2:0 Jupp Heynckes (40.) | | FC Liverpool | Aufstellung Borussia Mönchengladbach gegen FC Liverpool |
| 23. Mai 1973 in Mönchengladbach (Bökelbergstadion) | | |              |                                                         |
| Ergebnis: 2:0 (2:0)                                | | |              |                                                         |
| Zuschauer: 35.000                                  | | |              |                                                         |
| Schiedsrichter: Pawel Kasakow ( Sowjetunion)       | | |              |                                                         |

## Beste Torschützen
| Rang | Spieler            | Klub                     | Tore |
| ---- | ------------------ | ------------------------ | ---- |
| 1    | Jan Jeuring        | FC Twente Enschede       | 12   |
|      | Jupp Heynckes      | Borussia Mönchengladbach | 12   |
| 3    | Petko Petkow       | Beroe Stara Sagora       | 8    |
|      | Martin Chivers     | Tottenham Hotspur        | 8    |
| 5    | Theo de Jong       | Feyenoord Rotterdam      | 7    |
|      | Abel Miglietti     | FC Porto                 | 7    |
|      | Henning Jensen     | Borussia Mönchengladbach | 7    |
| 8    | Roberto Boninsegna | Inter Mailand            | 6    |
|      | Vojin Lazarević    | Roter Stern Belgrad      | 6    |
|      | Nino Zec           | OFK Belgrad              | 6    |

## Eingesetzte Spieler FC Liverpool
| FC Liverpool | |
| FC Liverpool | - Tor: Ray Clemence (12/-) - Abwehr: Emlyn Hughes (12/3); Larry Lloyd (12/1); Chris Lawler (12/-); Alec Lindsay (11/1); Tommy Smith (10/1); Phil Thompson (3/-); Trevor Storton (2/-) - Mittelfeld: Steve Heighway (12/2); Ian Callaghan (12/-); Peter Cormack (10/1); Phil Boersma (8/4); Brian Hall (8/1) - Angriff: Kevin Keegan (11/4); John Toshack (8/1); Jack Whitham (1/-) - Trainer: Bill Shankly |